# Divnogorsk
Divnogorsk (in russo Дивногорск?) è una città della Russia siberiana meridionale (Territorio di Krasnojarsk).
Sorge alle propaggini settentrionali dei monti Saiani Orientali, sulla sponda destra del fiume Enisej, a 6 km dalla foce del fiume Mana, 40 km a sud-est di Krasnojarsk.
Presso la città si trovano: la centrale idroelettrica di Krasnojarsk (Красноярская ГЭС) e la diga che dà origine al bacino artificiale di Krasnojarsk.